# Squatina squatina
Lo squadro, pesce angelo o angelo di mare (Squatina squatina Linnaeus, 1758),  è uno squalo della famiglia Squatinidae e dell'ordine Squatiniformes.

## Areale e habitat
Vive nell'Oceano Atlantico Nordorientale, più precisamente dalla zona di Svezia, Norvegia e Isole Shetland fino al Marocco. Abita anche nel Mediterraneo e presso le Canarie, a profondità non superiori a 150 metri.

## Aspetto

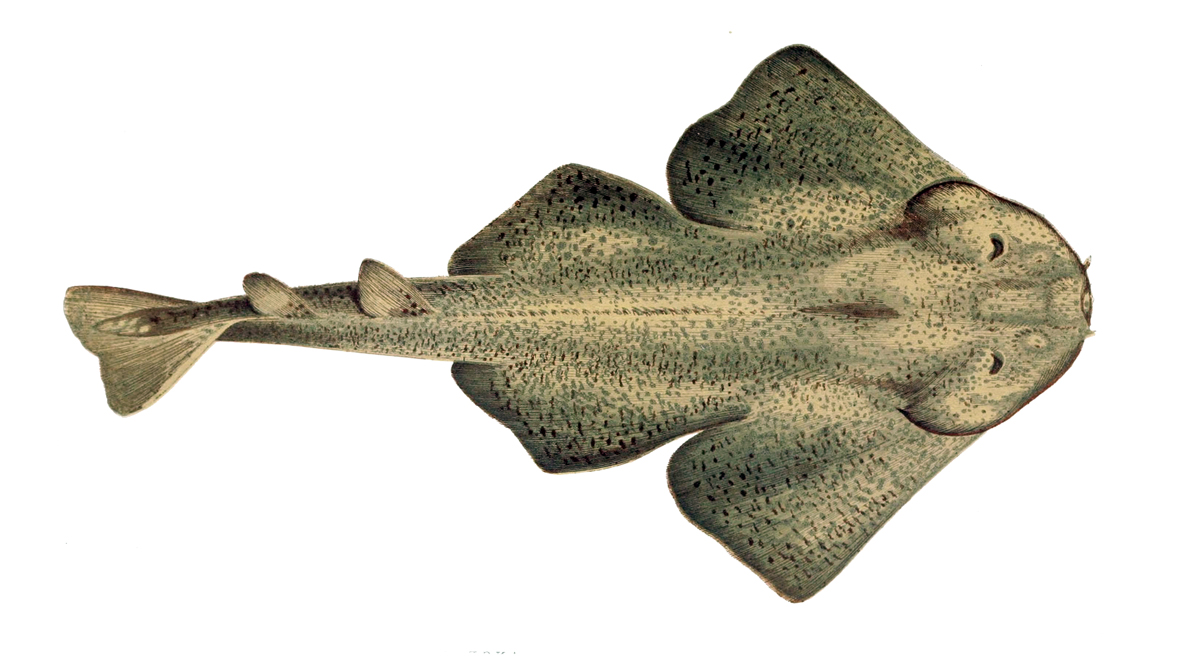
Disegno di uno Squatina squatina.

Il maschio raggiunge lunghezze di 183 cm, la femmina di 244, anche se in genere la specie è lunga 1.5 metri. La massa corporea più grande mai registrata è di 80 kg.

## Comportamento
Ha l'abitudine di giacere nascosto sul fondale, lasciando emergere soltanto gli occhi dalla sabbia o dal fango dove è sepolto. Conduce una vita notturna e rimane sempre nelle vicinanze del fondale anche mentre si muove. Si nutre principalmente di pesci ossei, ma anche di razze, crostacei e molluschi. Nella parte settentrionale dell'areale, è migratore stagionale.

## Riproduzione
La specie è ovovivipara, e la madre mette al mondo tra 9 e 20 cuccioli per volta.

## Interazioni con l'uomo
Viene consumato fresco, essiccato e saltato dall'uomo. A volte se ne ricava anche squalene e farina di pesce.
Con Regolamento CE 23/2010 la pesca della Squatina squatina, è diventata vietata.

## Conservazione
Nel Regno Unito questo squalo è noto come monkfish ed è stato venduto nei mercati fin dagli anni settanta. Nel febbraio del 2008 però, il Ministro per la Biodiversità britannico Joan Ruddock ha annunciato che lo Squatina squatina avrebbe ricevuto protezione legale totale in base al Wildlife and Countryside Act.